# Banco Security
Banco Security (también conocido simplemente por su marca comercial Security) es una empresa bancaria chilena, filial del Grupo Security.
El banco apunta a los clientes de altos ingresos (grupo socioeconómico ABC1), siendo su competidor en este rango, el Banco Bice, y en menor medida los segmentos premium de Scotiabank, Banco Itaú y el Banco Edwards Citi.
El banco tiene, aproximadamente, un 3,37% de participación en el mercado, con 85 mil cuentas corrientes.

## Historia
En agosto de 1981 se crea el Banco Urquijo de Chile, subsidiaria de Banco Urquijo de España. En 1987 Security Pacific Corporation subsidiaria de Security Pacific National Bank de Los Ángeles, California, adquiere las acciones de Banco Urquijo y se pasa a llamar Banco Security Pacific, apoyado por los inversionistas chilenos: Francisco Silva y Renato Peñafiel.
Esta última empresa crea la agencia de valores y corredores de bolsa, que forma parte del grupo.
En 1991, el grupo Security Pacific Overseas Corporation (SPOC), vende el 60% del banco a los actuales accionistas, Silva y Peñafiel, apoyado por excompañeros de trabajo y amigos, por lo que comienza a ser denominado Banco Security. En 1994, Bank of America, sucesor de SPOC, vende el 40% restante.
En 2016, adquiere la administradora de Fondos y la corredora de bolsa del Grupo Penta.
El banco cerró 2022 con una utilidad de $142366 millones de pesos. Grupo Security hoy suma un total de 542 mil clientes.
Tras 36 años al mando, en agosto del 2022, Silva deja la presidencia y directorio del Grupo Security y que en reemplazo del ejecutivo, se designó a su histórico socio, Renato Peñafiel.
El 24 de enero de 2024 se anunció que Bicecorp S.A. y Grupo Security acordaron fusionar sus negocios, abarcando también sus respectivas filiales bancarias (Banco Bice y Banco Security). El acuerdo contempla la adquisición del 100% de las acciones de Grupo Security mediante una oferta pública de adquisición entre Bicecorp y Forestal O'Higgins (ambas ligadas al Grupo Matte). De concretarse la fusión, se estima que la entidad bancaria resultante sería la séptima más grande de Chile.

## Filiales
- Administradora General de Fondos Security
- Corredora de Bolsa